# Taman Mini Indonesia Indah
Taman Mini Indonesia Indah (TMII, traducible al español como "Bello parque de Indonesia en miniatura") es un parque de atracciones ubicado en la ciudad de Yakarta, en Indonesia. Con 1 kilómetro cuadrado de extensión, el parque es una sinopsis de la cultura indonesia, con prácticamente todos los aspectos de la vida cotidiana en las provincias de Indonesia encapsuladas en pabellones separados construidos al estilo de la arquitectura vernácula indonesia. Además, hay un lago con una miniatura del archipiélago en el medio, teleféricos, museos (como el Museo de Indonesia), edificios de varias religiones, jardines, un centro de ciencia y tecnología, salas de cine, monumentos y otras instalaciones recreativas que hacen de TMII uno de los destinos turísticos más populares de la ciudad.
La idea de presentar Indonesia a pequeña escala fue concebida por la ex primera dama de Indonesia, Siti Hartinah, más conocida como Tien Suharto. Ocurrió en una convención el 13 de marzo de 1970. A través de este sitio recreativo, ella esperaba cultivar el orgullo nacional en más personas indonesias. Un proyecto llamado "Proyecto Miniatura de Indonesia" fue iniciado por la Fundación Harapan Kita en 1972. El concepto de esta área recreativa basada en la cultura se inspiró en las riquezas naturales de Indonesia y la diversidad cultural local. El parque fue inaugurado el 20 de abril de 1975.

## Galería
|                                                                       |
| Castillo de TMII, conocido como "El castillo de los niños indonesios" |

|                                                    |
| Mapa del archipiélago indonesio en el lago central |

|                                |
| Pabellón de Sumatra Occidental |

|                    |
| Museo de Indonesia |